# Jakub Maxmilián z Thun-Hohensteinu
Jakub Maxmilián hrabě z Thunu a Hohenštejna (německy Jakob Maximilian Graf von Thun und Hohenstein, 23. července 1681 – 26. července 1741, Straßburg) byl česko-rakouský šlechtic z rodu z Thun-Hohensteinů, zastával úřad biskup v Gurku.

## Život
Jakub Maxmilián se narodil jako syn Jiřího Virgila hraběte z Thun-Hohensteinu a hraběnky Justiny Markéty Trappové z Mätsche, jejíž rodina rovněž pocházela z Jižního Tyrolska.
V mládí se dostal ke knížecímu dvoru v Salcburku, kde jeho strýc Jan Arnošt hrabě z Thun-Hohensteinu působil jako kníže-arcibiskup. Na jeho doporučení studoval Jakub Maxmilián v letech 1697–1699 na papežském Collegiu Germanicu v Římě. V roce 1699 obdržel také kanonikát u sv. Ruperta a Virgila v Salcburku a v roce 1704 také v Pasově. Rok předtím se stal skutečným kapitulářem s hlasem a roku 1707 se stal předsedou dvorní komory.

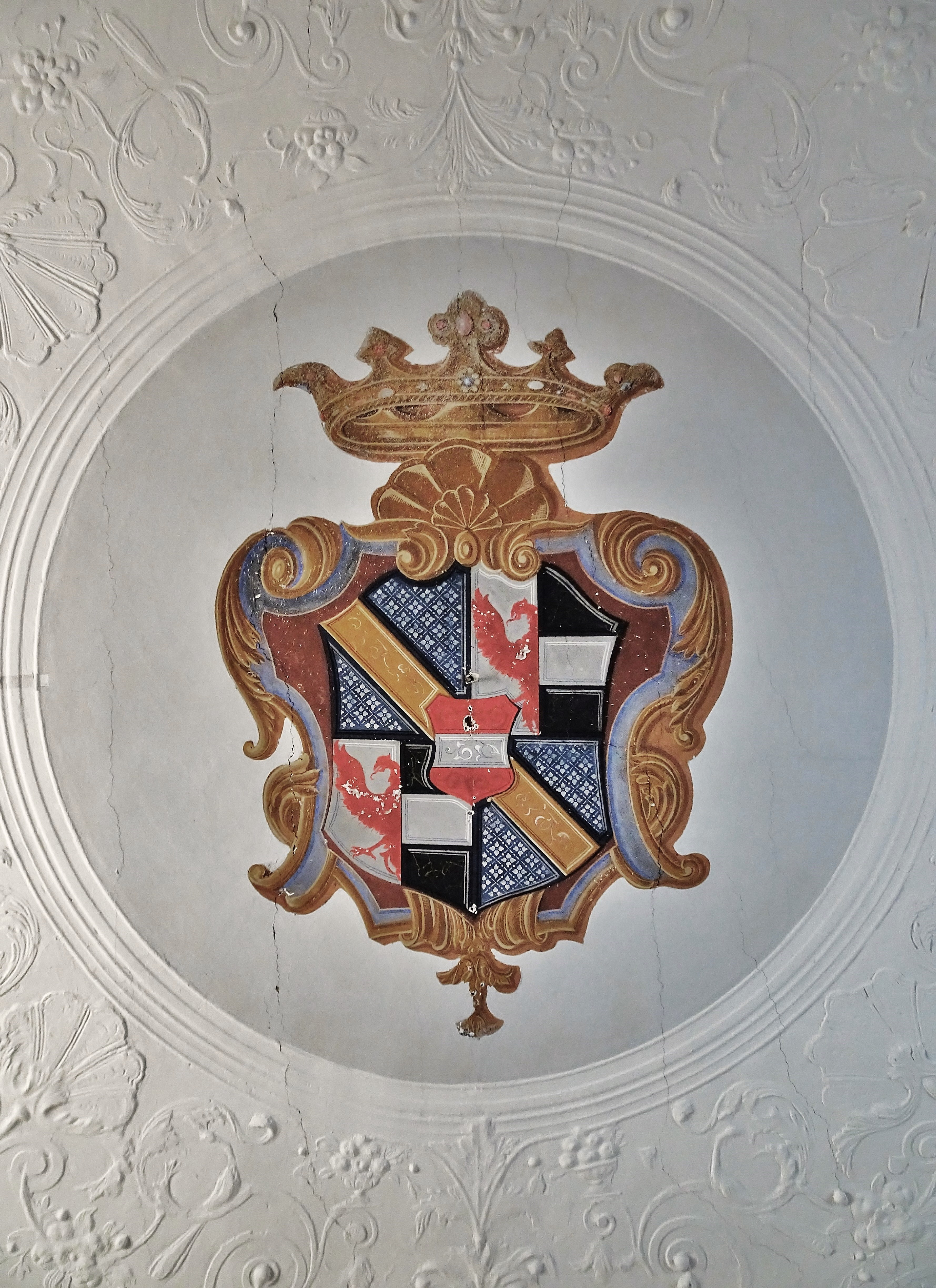
Thunovský erb biskupa Jakuba Maxmiliána na stropě císařské komnaty na zámku Grades z dílny Josefa Ferdinanda Fromillera, kolem roku 1720.

V roce 1709 jej nový salcburský arcibiskup František Antonín z Harrachu jmenoval biskupem gurským, 22. září jej v úřadě potvrdil papež Klement XI. po dispensu pro požadovaný kanonický věk a instalace se uskutečnila 31. srpna 1711 v gurské katedrále Nanebevzetí Panny Marie.
Na rozdíl od svých předchůdců se působnost biskupa Thun-Hohensteina omezovala pouze na domovskou diecézi. S oblibou pobýval na panství Mayerhofen, které zakoupil, ale také na zámcích v Grades a Zwischenwässern v Korutanech. Jelikož jeho panství Mayerhofen náleželo k salcburské arcidiecézi, usiloval hrabě biskup Thun-Hohenstein o jeho začlenění do své diecéze. Po dlouhém jednání byla uzavřena dočasná smlouva se Salcburkem, ve které farnost sv. Salvátora měla být převedena do gurské diecéze výměnou za farnost sv. Jana v Mariborsku. Smlouva však nikdy nebyla naplněna, což biskupa velmi mrzelo.
Roku 1724 předložil biskup Thun-Hohenstein návrh na svatořečení blahoslavené Hemmy Gurské, který však byl realizován teprve v roce 1939.
V otázkách církevních nařízení byl hrabě z Thunu a Hohensteina velmi svědomitý. Tresty měly postihnout například věřící, kteří včas nezavolali pastora k nemocným, či matky nemanželských dětí. Proti tomu se však zvedaly násilné protesty věřících i úřadů.
Biskup byl také významným podporovatelem umění. V Gurku a Straßburgu dával časté zakázky malíři Paulu Trogerovi. Také většina barokního vybavení zámku Grades byla vytvořena na jeho zakázku. Zaměstnával mimo jiné také malíře Josefa Ferdinanda Fromillera a štukatéra Kiliana Pittnera.

### Závěr života
Zdravotní stav biskupa se začal zhoršovat, trpěl ztrátou paměti a v roce 1740 k němu byl přidělen lublaňský biskup jako administrátor. Biskup Jakub Maxmilián hrabě z Thun-Hohensteinu zemřel tři dny po svých 60. narozeninách, 26. července 1741, po více než třiceti letech vlády na biskupském zámku ve Straßburgu. Byl pochován v kapli Panny Marie Bolestné (Maria-Elend-Kapelle) ve straßburském farním kostele sv. Mikuláše, kterou nechal za svého života zřídit.
Vedení diecéze se poté ujal hrabě Josef Maria z Thun-Hohensteinu.